# Monodelphis kunsi
Monodelphis kunsi là một loài động vật có vú trong họ Didelphidae, bộ Didelphimorphia. Loài này được Pine mô tả năm 1975.